# Casino cultural

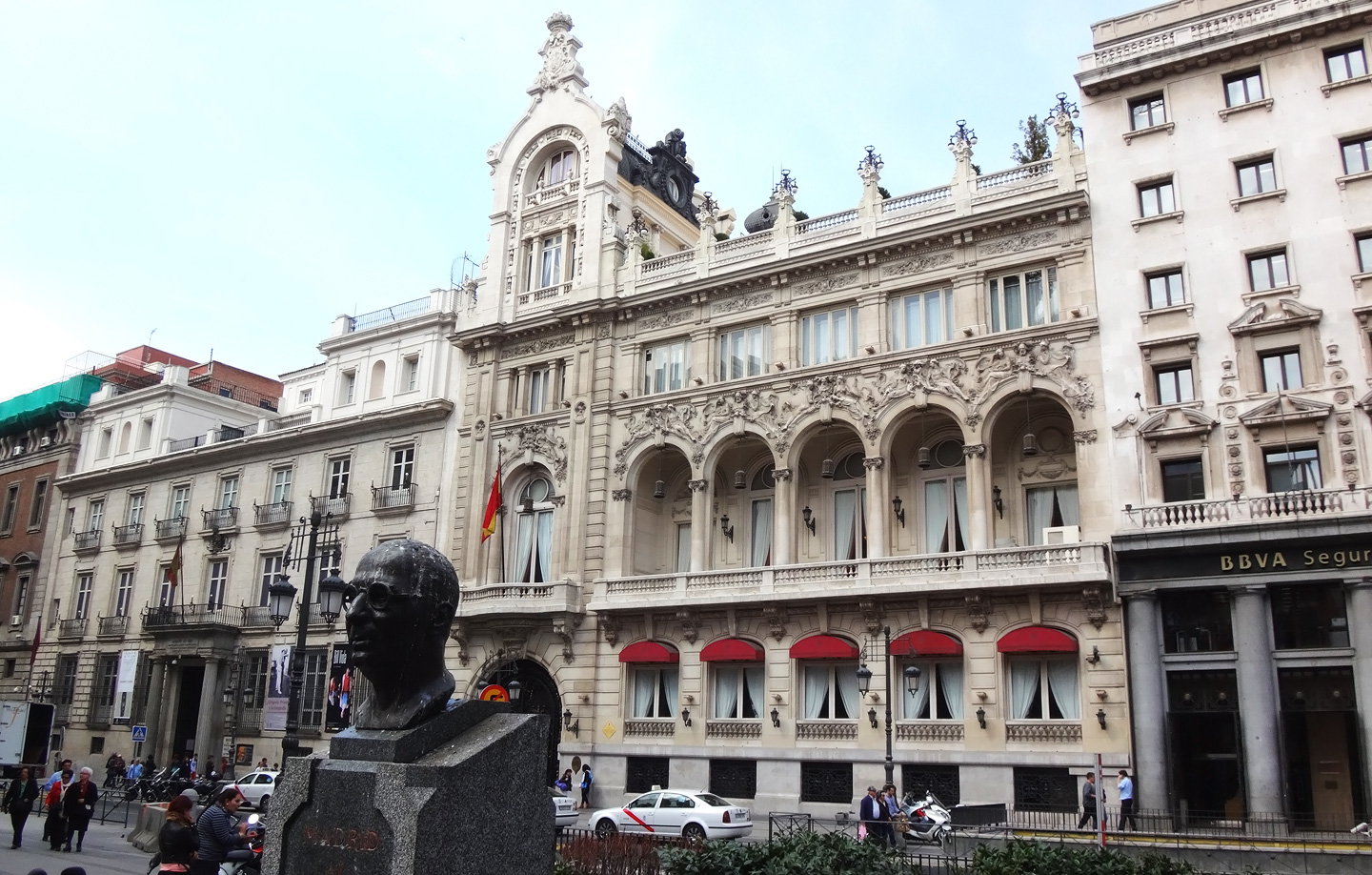
El Casino de Madrid, en la calle de Alcalá.

Un casino cultural o casino recreativo es un tipo de sociedad de recreo, surgida en España durante el siglo XIX. Son clubes privados, abiertos sólo a sus socios, inicialmente la burguesía y las clases altas. No deben confundirse con los casinos de juego, que no fueron legalizados en España hasta 1977. También suele usarse como sinónimo el término círculo cultural o recreativo.
Los casinos recreativos llegaron a España por influencia europea de sociedades como los clubes de caballeros británicos. El término «club», sin embargo, tardó más en introducirse en el lenguaje español que el italiano «casino», o «círculo», de influencia francesa.
El nacimiento de los casinos culturales y recreativos en España tuvo lugar durante la transición política entre el antiguo régimen, tras la muerte de Fernando VII, y el surgimiento del liberalismo constitucional del período isabelino. Emergía la necesidad de espacio de sociabilidad y de comunicación entre los elementos de las nuevas clases poderosas, burguesía y los nobles. Muchos de los casinos nacieron inicialmente de los cafés de tertulia, siendo paradigmático el caso del Casino de Madrid, originado en el Café Solito.
Estas sociedades alcanzaron una enorme popularidad y se extendieron por toda España, excediendo el ámbito urbano. En el registro de sociedades del Ministerio de la Gobernación de 1882 figuraban 1.568 casinos y sociedades de recreo, más de la mitad del total del censo. A finales del siglo XIX la cifra se situó alrededor de 2.000 sociedades de recreo.
Los casinos eran lugar de sociabilización y recreo. Las actividades más frecuentes entre sus socios eran la lectura —periódicos y libros—, conciertos, bailes y los juegos permitidos, como el billar, el ajedrez, el dominó y los naipes. Debe tenerse en cuenta que los juegos de apuestas estaban prohibidos, aunque a menudo algunos casinos culturales vulnerasen la normativa. Hasta la Ley de asociaciones de 1887, la discusión política estaba también expresamiente prohibida.